# عرسية

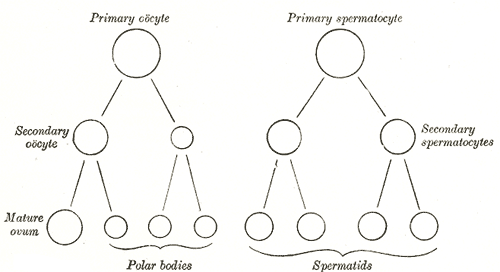
مخطط يوضح أوجه التشابه بين عمليتي نضج البويضة ونضج النطاف.

العرسية أو الخلية المشيجية (بالإنجليزية: Gametocyte)‏ هي خلية جنسية في حقيقيات النوى تنقسم بواسطة الانقسام المتساوي إلى عرسيات أخرى أو بواسطة الانقسام المنصف إلى جاميتيدات [الإنجليزية] خلال عملية تكوين الأمشاج.
الخلايا النطفية هي العرسيات الذكرية وتكون صغيرة وسوطية، بينما الخلايا البيضية هي العرسيات الأنثوية فتكون كبيرة.